# Hard Knock Days
「Hard Knock Days」（ハードノックデイズ）は、GENERATIONS from EXILE TRIBEの9枚目のシングル。2015年8月12日にrhythm zoneから発売された。

## 概要
- 前作「Evergreen」から約3ヶ月ぶりのリリースで、2015年第3弾シングル。「CD+DVD」と「CD」の2形態で発売。
- GENERATIONS初のアニメ主題歌となった[5]。

## 収録曲

### CD
1. Hard Knock Days [4:36]
作詞：藤林聖子、作曲：HIKARI・Stephan Elfgren
  - フジテレビ系アニメ『ONE PIECE』18th主題歌
  - モイスト・ダイアン「エクストラシャイン」CMソング
2. PAGES [4:57]
作詞：Kenn Kato、作曲：FAST LANE・MAXX SONG・Andrew Choi
  - 海外ドラマ『THE FLASH/フラッシュ』テレビCMイメージソング
3. Hard Knock Days (Instrumental)
4. PAGES (Instrumental)
5. Evergreen (English Version) [4:31]
作詞：Amon Hayashi、作曲：KENTZ・FAST LANE・Chris Hope・J FAITH

### DVD
1. Hard Knock Days (Music Video)
2. PAGES (Music Video)